# 毕鸣岐旧居 (常德道)
毕鸣岐旧居是原中华人民共和国全国人大代表、中华人民共和国全国工商联副主任委员、中国民主建国会中央委员会常务委员、天津市副市长、天津市工商联主任委员、民主建国会天津市委员会副主任委员、民族资本家毕鸣岐在天津的故居，始建于1930年，坐落于原天津英租界科伦坡道（Colombo Road）（今和平区常德道78号），曾为一般保护等级历史风貌建筑。现已拆除。

## 建筑
该建筑为毕鸣岐于1944年以水顺堂毕名义购自玉德堂苏的房产，1945年，毕鸣岐将其赠予其子毕守藩。毕鸣岐旧居占地面积为916.67平方米，总建筑面积为275平方米。院内建有13间琉缸砖大筒瓦尖顶西式平房和5间灰砖平顶房，旧居内部设有卧室、会客厅、餐厅、厨房、卫生间、锅炉房和杂房等设施。

## 内部链接
- 毕鸣岐旧居 (大理道)